# Manuel I Comnè
Manuel I Comnè (grec medieval: Μανουήλ Κομνηνός, Manuïl Komninós; 28 de novembre del 1118 – 24 de setembre del 1180) fou un emperador romà d'Orient del segle xii que governà en un punt d'inflexió crucial per a la història de l'Imperi Romà d'Orient i el Mediterrani. El seu regnat fou l'últim sospir de la restauració de l'Imperi sota la dinastia dels Comnens, durant la qual l'Imperi havia experimentat un ressorgiment del seu poder militar i econòmic, així com una renaixença cultural.
Empès pel seu anhel de restaurar l'antiga hegemonia de l'imperi a la regió mediterrània, Manuel dugué a terme una política exterior activa i ambiciosa que incloïa aliances amb el papa i una Europa llatina en plena puixança. Encara que no aconseguí culminar-la, la seva invasió del regne normand de Sicília el convertí en l'últim emperador romà d'Orient a intentar reconquerir parts del Mediterrani occidental. Gestionà el pas de la Segona Croada, que podria haver estat un perill per a l'imperi, de manera impecable. Manuel establí un protectorat romà sobre els estats croats d'Ultramar. Davant de l'avanç musulmà a Terra Santa, feu causa comuna amb el Regne de Jerusalem i participà en una invasió conjunta del Califat Fatimita d'Egipte. Manuel redibuixà el mapa polític dels Balcans i el Mediterrani oriental amb la submissió dels regnes d'Hongria i Ultramar a l'hegemonia romana i campanyes agressives contra potències veïnes, tant a l'oest com a l'est.
Tanmateix, cap al final del seu regnat, els èxits de Manuel al front oriental quedaren en una situació molt precària a conseqüència d'una greu desfeta a Miriocèfal, en gran part a causa de la seva temeritat a l'hora d'atacar una posició seljúcida ben defensada. Malgrat que els romans d'Orient es recuperaren i Manuel fou capaç de negociar una pau avantatjosa amb el soldà Kilij Arslan II, el fracàs a Miriocèfal fou l'últim intent de l'Imperi de reprendre el control de l'interior d'Anatòlia dels turcs.
Manuel, conegut com ο Μέγας (o Megas, ‘el Gran’) pels grecs, inspirava una gran lleialtat en la gent que el servia. A més a més, és presentat com l'heroi d'una història escrita pel seu secretari, Joan Cinnamos, que li atribuïa totes les virtuts. Influït pel seu contacte amb els croats d'Occident, també era conegut com «l'emperador de Constantinoble més benaurat» en parts del món llatí i fou elogiat com «lo mellor home de crestians en aquell temps» pel rei Jaume I d'Aragó en el seu Llibre dels fets. Els historiadors moderns, en canvi, l'han tractat amb menys entusiasme. Per a alguns, el gran poder que exercí no emanava directament d'ell, sinó de la dinastia que representava. A més a més, sostenen que, com que el poder imperial romà patí una davallada catastròfica poc després de la seva mort, les causes d'aquest declivi s'han de buscar en el seu regnat.

## Ascens al tron

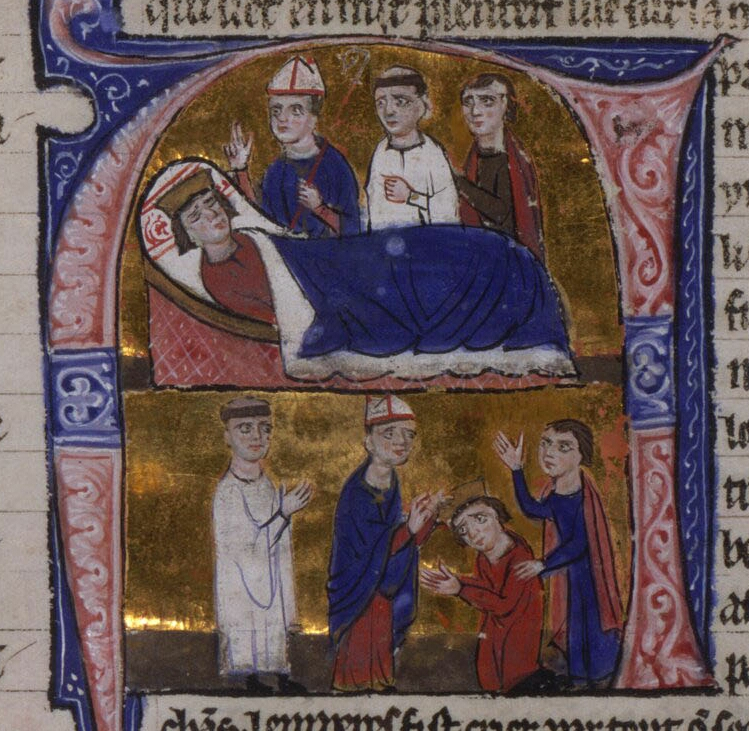
Mort de Joan II Comnè i coronació de Manuel I Comnè (del manuscrit de la Historia i lAntiga Continuació Francesa de Guillem de Tir, pintada a Acre. Segle, Biblioteca Nacional de França).

Manuel, nascut el 28 de novembre del 1118, era el quart i últim fill mascle de Joan II Comnè i Irene d'Hongria, així que no semblava gens probable que acabés succeint al seu pare.
Havent perdut el dos fills grans en la campanya per la recuperació de Síria, l'emperador va considerar que Manuel estava més preparat que el seu germà gran Isaac. De bona presència, sòlida formació i amb grans dots militars i de lideratge, Manuel tenia tot el que calia esperar d'un digne successor. Quan el pare va morir era al seu costat, a Cilícia, i els exèrcits el van aclamar però ell no estava segur de la reacció del seu germà Isaac, que era a Constantinoble, i el va fer arrestar. El secretari Joan Axuc va preparar la seva arribada assegurant que la cort seria fidel al nou emperador i, quan Manuel va tornar a la capital i va comprovar que no hi havia perill, va fer alliberar el seu germà.

## Segona Croada
El 1144, príncep d'Antioquia Ramon li va demanar la cessió dels territoris de Cilícia, però el mateix any l'àrab Imad al-Din Zengi I va fer la crida pel gihad i va prendre Edessa (l'actual Urfa) i hi feu una massacre. Manuel i Ramon van comprendre que calia unir forces. La notícia de l'atac àrab va arribar a occident i el papa Eugeni III va convocar a una croada el rei Lluís III de França i Conrad III d'Alemanya. La notícia de la imminent croada va provocar enormes preocupacions al jove Manuel, que tenia molt present el pèssim record del que havia succeït a la Primera Croada, durant el regnat del seu avi.
En realitat, les incursions de francs i germànics a través de territori romà van portar el caos. Manuel I va aconseguir, tot desviant-los de Constantinoble, fer-los passar immediatament a l'Àsia Menor, on àrabs i turcs van derrotar-los una vegada i una altra, ja que no disposaven dels mitjans, la instrucció ni els comandants adequats per dur a terme amb èxit la seva ambiciosa empresa.
No van aconseguir alliberar ni un pam de terra. El desastre de la Segona Croada va agreujar el cisma i la recíproca aversió de romans i occidentals, mentre s'ensorrava la fama del poder militar que tenia Occident davant els pobles «bàrbars» de turcs i àrabs.

## Atacs a Xipre
L'any 1156 el nou príncep d'Antioquia Reinald de Chatillon va atacar Xipre, que era una província romana, perquè deia que l'emperador Manuel li devia diners. Va capturar Joan Comnè, el governador de l'illa, que era nebot de Manuel, i també va fer captiu el general Miquel Branàs. L'historiador Guillem de Tir explica amb força detall les atrocitats comeses a Xipre. Als pocs supervivents, després d'haver-los deixat sense subministraments, els van obligar a comprar els seus productes a preus exorbitants sota amenaça de nous atacs.
Aquell mateix hivern, per causar efecte sorpresa, Manuel va atacar Cilícia i va aconseguir que Toros II, el príncep armeni que havia donat suport a Reinald en el seu atac a Xipre, fugís cap a les muntanyes abandonat per la seva gent.

## Les províncies itàliques
Al mateix temps, la flota del rei Roger de Sicília va atacar les províncies occidentals de l'Imperi Romà d'Orient, fet que provocà la ira de Manuel I, que va veure's obligat a prendre mesures. Després de la Segona Croada va dirigir la seva política a intentar recuperar les províncies d'Itàlia, cosa que constituïa un objectiu personal. Després de breus enfrontaments amb invasors serbis i hongaresos, va decidir fer front a Roger de Sicília. Aquest, però, va morir, i el seu fill i successor, Guillem, no posseïa les capacitats del pare. Així, exèrcits romans sota el comandament de Joan Ducas i Miquel Paleòleg, amb el vistiplau del papa Adrià IV, aviat van controlar tot el sud de la península Itàlica. Però Guillem va contraatacar, amb l'ajut d'un grup d'aliats, i tot va acabar amb l'acord del 1158, en què totes les aspiracions romanes sobre Itàlia es van esvair.

## Venècia i Hongria

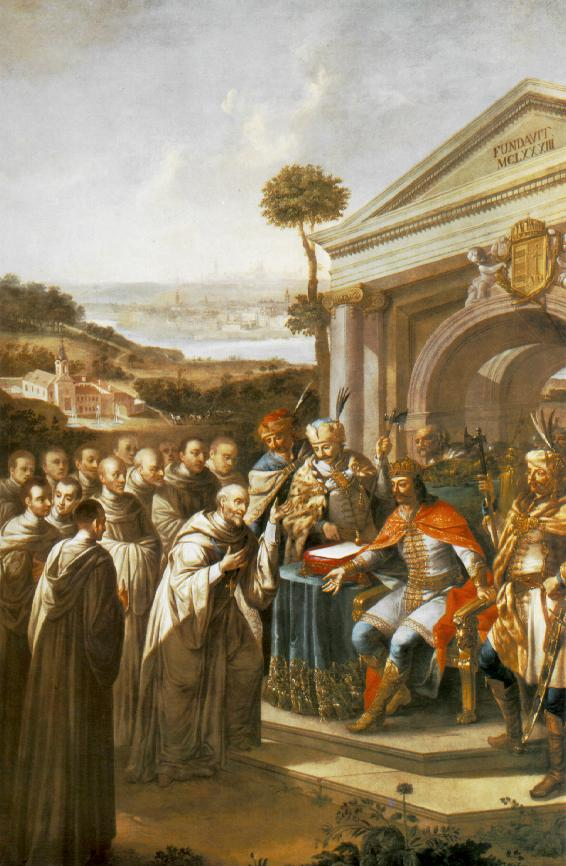
El rei Béla III d'Hongria va ser criat a la cort romana i Manuel el va tractar com si fos un fill.

Va intentar limitar el poder de la República de Venècia i resoldre les contínues amenaces sobre les províncies occidentals, tot i que no va sortir-se'n del tot.
Paral·lelament, Manuel I va participar activament en els afers del regne hongarès. Va interferir a la successió d'Esteve III donant suport a l'elecció dels candidats rivals Ladislau II i Esteve IV i en el tractat de pau van acordar que l'Imperi Romà d'Orient es quedava els ducats de Croàcia i Dalmàcia, mentre que el príncep Bela anava a viure a Constantinoble i es prometia amb la filla de Manuel, Maria. Com que en aquell moment Manuel no tenia fills mascles, esperava fer-lo el seu successor. El 1167 va morir el rei d'Hongria i Béla fou cridat a la successió, Manuel hi va accedir si prometia respectar la bona relació amb l'Imperi Romà d'Orient. L'any següent, atès que Béla no s'havia casat amb la filla de l'emperador i ara Manuel tenia un descendent propi pel seu segon matrimoni, no es va sentir lligat a la promesa feta i va envair i prendre les províncies hongareses de Dalmàcia i Croàcia.

## Aliança amb Balduí de Jerusalem
Manuel I va tornar a fixar la mirada a Orient. Va viatjar a Antioquia, on va imposar el poder de Constantinoble. Va lluitar al costat de Balduí, rei del regne cristià de Jerusalem i va casar-se en segones núpcies amb la princesa Maria d'Antioquia.

## Relacions amb la Corona d'Aragó

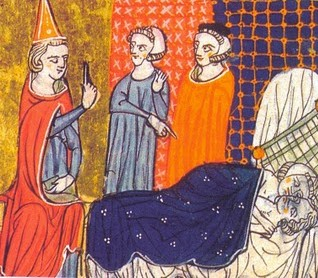
Concepció de Jaume I el Conqueridor

La unió entre el comtat de Barcelona i el Regne d'Aragó per formar la Corona d'Aragó es produí el 1162, amb l'ascens al tron d'Alfons II el Cast com a successor de Ramon Berenguer IV a Barcelona i Peronella a Aragó. L'Imperi Romà d'Orient fou un referent per a la cultura catalana des del naixement de la Corona d'Aragó. En aquell moment, el principal rival de Manuel en els afers de la península Itàlica era el sacre emperador romanogermànic, Frederic I Barba-roja, que també pretenia ampliar-hi els seus territoris. Per contrarestar les ambicions expansionistes de Frederic, Manuel es veié obligat a teixir una xarxa d'aliances amb altres potències occidentals, incloent-hi el papat, els antics enemics normands del sud d'Itàlia, Hongria, magnats i ciutats d'Itàlia, els estats croats i el nou estat que tot just acabava de néixer al nord-est de la península Ibèrica.
A la primavera del 1178, Manuel envià la seva neboda, Eudòxia Comnena, a Provença per casar-se amb Ramon Berenguer IV de Provença, alhora que el senescal de la Corona d'Aragó, Ramon de Montcada, viatjava a Constantinoble per acabar de perfilar el compromís. Com era habitual en aquell període, l'enllaç tenia un rerefons polític: el Casal de Barcelona pretenia reforçar els seus drets sobre Provença mitjançant un vincle matrimonial amb l'Imperi Romà d'Orient, amb el qual tenia un enemic comú en la persona de Frederic. Tanmateix, arribat el moment, els canvis en el mapa geopolític havien convertit el projecte en un gest de rebel·lia massa arriscat i el compromís es trencà. Així doncs, el 1179 Eudòxia fou donada en matrimoni a Guillem VIII de Montpeller, l'aliat més fidel del Casal de Barcelona a Occitània. Els romans accediren a aquesta nova unió, menys prestigiosa, a condició que el fill o filla que en nasqués succeís a Guillem en la senyoria de Montpeller independentment de si era home o dona.
El temps i les accions de Guillem demostraren que les preocupacions dels romans estaven justificades. Cap al 1182, la parella tingué una filla, Maria de Montpeller, però Guillem desitjava ferventment un hereu mascle. El 1187 repudià Eudòxia, acusant-la falsament d'adulteri, i es casà amb Agnès de Castella. Eudòxia fou enviada al monestir d'Aniana, des d'on lluità per preservar els drets de la seva filla sobre Montpeller, cosa que aconseguí quan el papa Innocenci III declarà la nul·litat absoluta del repudi.

## Batalla de Miriocèfal
Aquest nou interès de l'emperador per Occident va donar marge a Kilidj Arslan II per moure's contra ell. Manuel I va concentrar grans forces per atacar-lo. Però un greu error estratègic va conduir, el 1176, tot l'exèrcit romà a una emboscada al sud-oest de l'Àsia Menor. Les tropes romanes van ser massacrades en la batalla de Miriocèfal, per bé que Manuel I va aconseguir signar la pau a l'últim moment, havent de cedir. Aquesta derrota va ser un daltabaix per a l'emperador, després de la qual l'historiador Guillem de Tir diu que ja no va ser el mateix, i va haver de signar la pau amb el soldà de Rum, Kilij Arslan II, i l'emir d'Alep, Nur-ad-Din Mahmud, al mateix temps que resultava decisiva per a la sort de l'Àsia Menor. En els anys successius, malgrat la resistència que van oferir els romans, els turcs van consolidar-s'hi, al mateix temps que continuaven avançant cap a occident.

## Mort i valoració posterior

Imperi Romà d'Orient a la mort de Manuel I (1180

El 1180, Manuel I va caure malalt i el 24 de setembre del mateix any moria, deixant el seu fill Aleix II Comnè, menor d'edat, com a successor.
Figura cabdal de la història de l'Imperi Romà d'Orient, Manuel I Comnè va continuar la tradició del seu pare i del seu avi, amb indiscutibles dots per a la guerra, la diplomàcia i la política. Impulsiu i incontrolable, va aprofitar qualsevol ocasió que se li presentava. Va aconseguir grans victòries, però al final un petit error, quasi insignificant, va acabar per capgirar-ho tot. Vint anys després de la seva mort, l'imperi que havia deixat ja s'havia esfondrat.
Les simpaties de què gaudia a Occident el van impulsar a mantenir sempre l'interès per aquelles províncies, abans romanes. Tanmateix, va negligir el gran perill que a Orient significaven els turcs per al seu imperi.

## Matrimonis i descendència
Manuel es va casar el 1146 en primeres núpcies amb Berta de Sulzbach, cunyada de Conrad III d'Alemanya, un dels caps de la Segona Croada. Aquest matrimoni s'havia de produir amb el seu pare Joan II Comnè, que cercava una aliança amb l'Imperi Romanogermànic contra Roger de Sicília, però quan la princesa alemanya va arribar l'emperador ja havia mort i l'enllaç es va produir amb el seu fill Manuel. El matrimoni va tenir dues filles:
- Maria Comnena (1152-1182), que es va casar amb Renyer de Montferrat.
- Anna Comnena (1154-1158).

Berta de Sulzbach va morir el 1158 i l'emperador va cercar nova esposa entre les princeses dels nous estats croats. Les dues possibles candidates que va proposar el rei de Jerusalem van ser: Melisenda, filla del comte de Trípoli, i Maria, filla del rei d'Antioquia. En principi Manuel va escollir la primera però el viatge de la núvia es va posposar sense justificació i llavors Manuel va acceptar Maria, amb la qual va contraure matrimoni el 1161 a l'església de Santa Sofia. Maria no va tenir cap embaràs fins al 1166, però la criatura no va arribar a néixer viva. El 1169 va donar a llum el futur emperador Aleix II Comnè.